# Siedlung Gebag

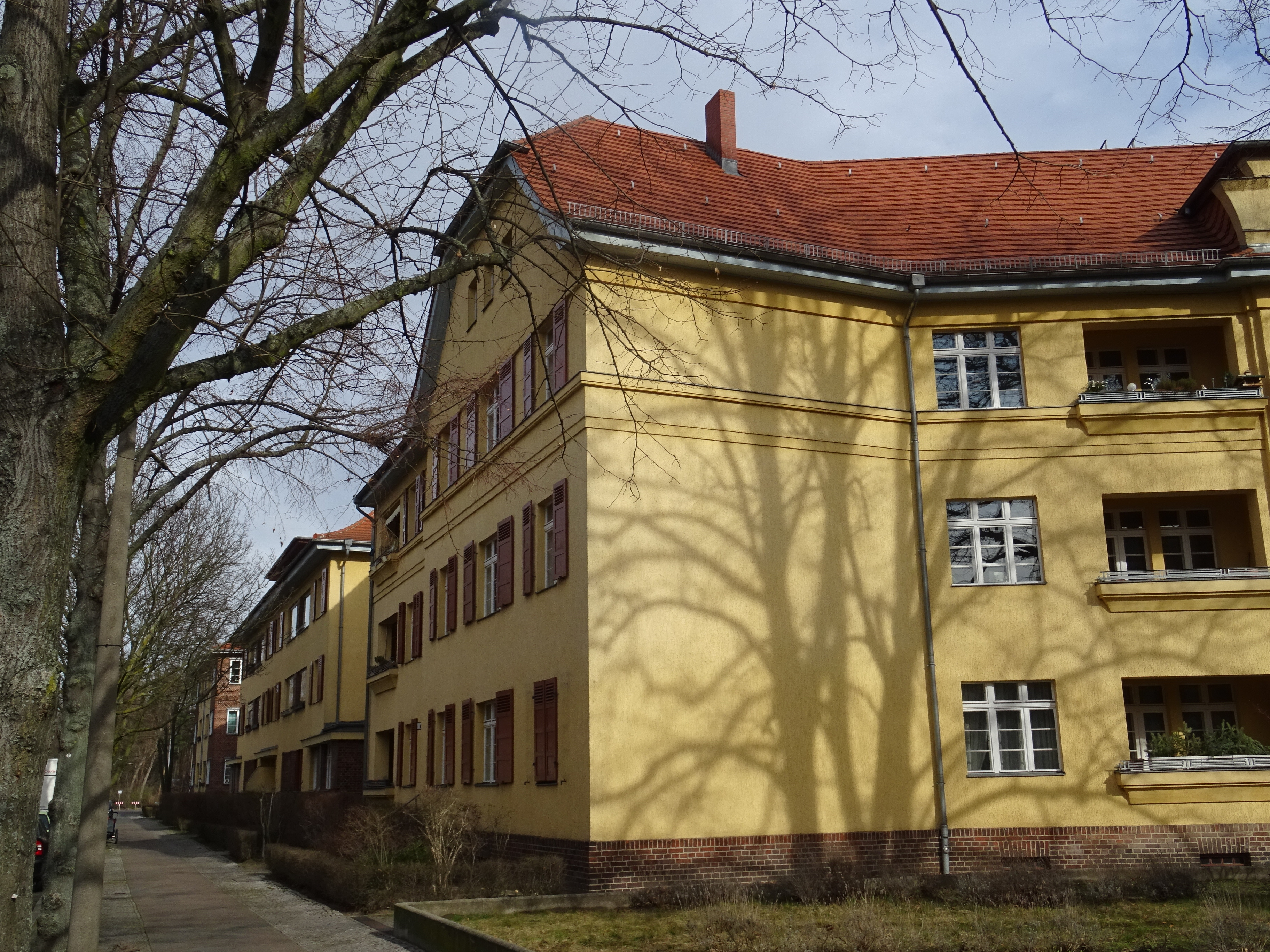
Fontanestraße Ecke Zeppelinallee, im von Jean Krämer entworfenen Teil der Siedlung

Die Siedlung Gebag, auch als Fontanehof oder Fontanehof-Siedlung bezeichnet, ist eine denkmalgeschützte Wohnsiedlung im Berliner Ortsteil Oberschöneweide im Bezirk Treptow-Köpenick, die in zwei Bauphasen 1924/25 nach Entwürfen von  Jean Krämer und 1928/30 von Ernst Ziesel gebaut wurde. Bauherr war die Gemeinnützige Bauaktiengesellschaft Oberschöneweide (Gebag).

## Lage
Die Siedlung mit trapezförmigem Grundriss liegt im Norden des Ortsteils Oberschöneweide zwischen der Zeppelinstraße im Süden, der Fontane- und der Triniusstraße im Westen und Osten sowie der Straße An der Wuhlheide im Norden. Westlich, beginnend auf der gegenüberliegenden Seite der Fontanestraße, befindet sich die einige Jahre zuvor entstandene  Siedlung Oberschöneweide. Zur Gebag-Siedlung gehören die Grundstücke Zeppelinstraße 73–87 (ungerade Nummern), An der Wuhlheide 26–40 (gerade Nummern), Fontanestraße 3–7 (fortlaufend) sowie Triniusstraße 10, 11 und 11A. Der Eckbereich Triniusstraße/An der Wuhlheide ist nicht Bestandteil des Ensembles.

## Geschichte

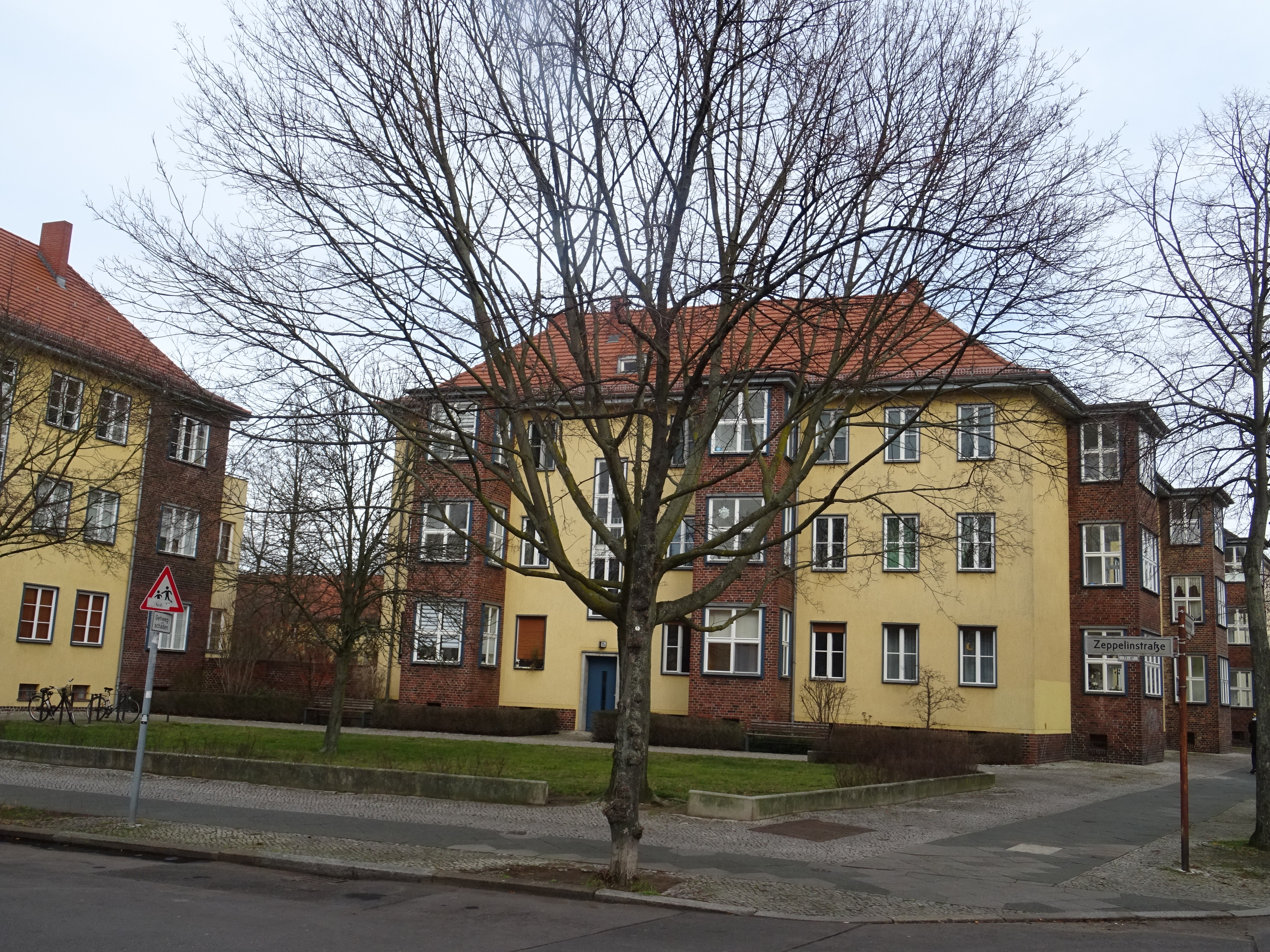
Von Ernst Ziesel entworfene Bauten Ecke Zeppelin- und Triniusstraße

In Oberschöneweide, seit 1920 Ortsteil von Berlin, war seit Ende des 19. Jahrhunderts ein großer Industriestandort entstanden. Die AEG war einer der größten Betriebe im Ort. Vor allem für ihre Beschäftigten gründete sie die  Gemeinnützige Bauaktiengesellschaft Oberschöneweide, kurz Gebag genannt. Diese errichtete eine Reihe von Wohnbauten, unter anderem um das Jahr 1920 herum die Siedlung Oberschöneweide. In unmittelbarer Nachbarschaft begann sie 1923 mit dem Bau einer weiteren Siedlung, die als Siedlung Gebag bekannt wurde. Erstmals in Oberschöneweide konnten dabei Mittel der staatlichen Wohnungsbauförderung genutzt werden.
Der Architekt Jean Krämer konnte für den ersten Bauabschnitt im Bereich der Fontanestraße gewonnen werden. Von Krämer stammen einige weitere Bauten in Oberschöneweide, unter anderem im AEG-Kabelwerk Oberspree. Für den Entwurf des zweiten, Ende der 1920er Jahre realisierten Bauabschnitts, war Ernst Ziesel verantwortlich. Von Ziesel, der zeitweise einer der AEG-Hausarchitekten war, stammen ebenfalls Gebäude im Kabelwerk wie auch im AEG-Transformatorenwerk in Oberschöneweide.
2001 wurde die Siedlung mit privaten Geldern sowie Mitteln des Förderprogramms Städtebaulicher Denkmalschutz saniert.

## Aufbau

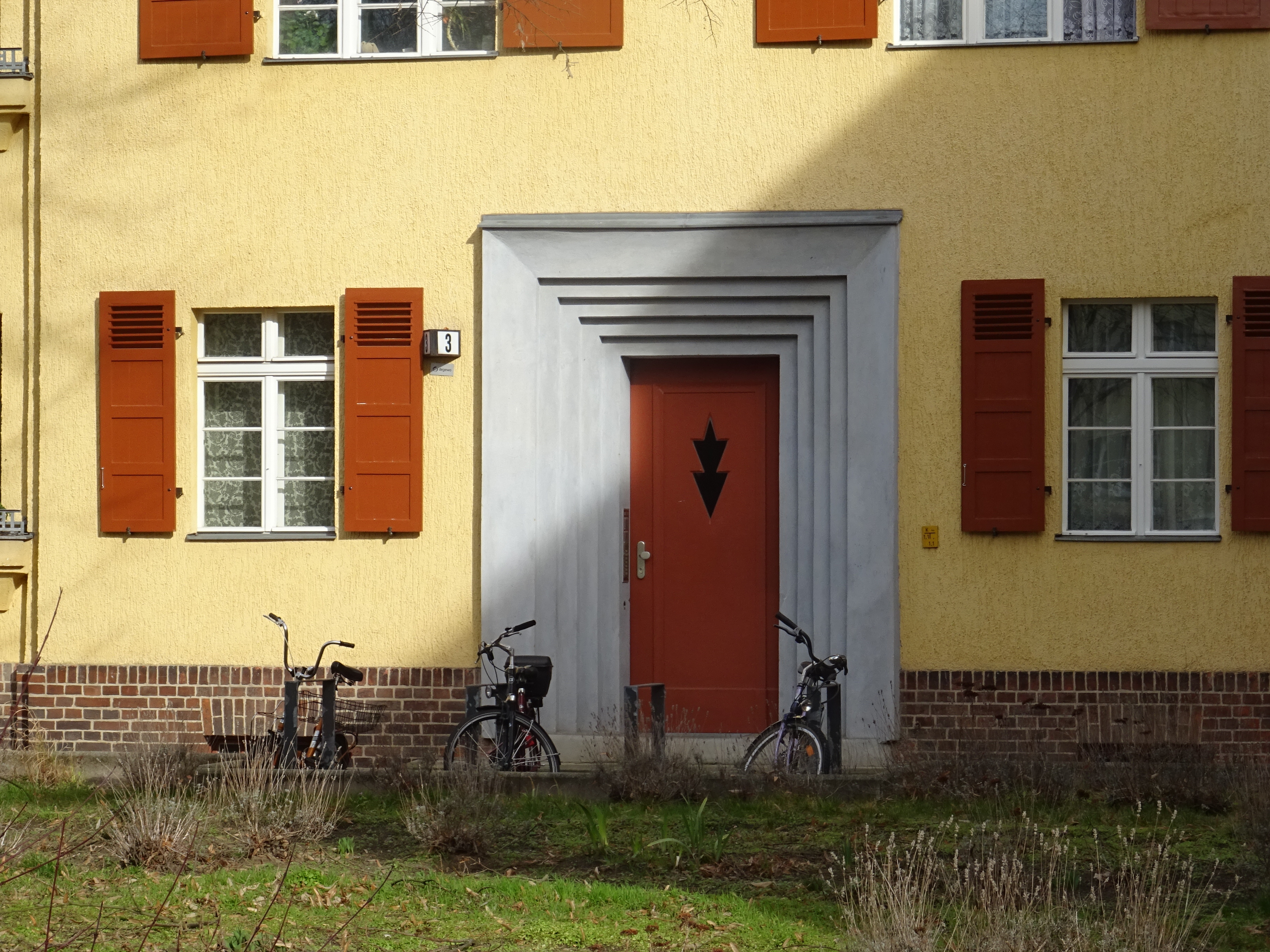
Hauseingangsgestaltung Fontanestr. 3 von Jean Krämer

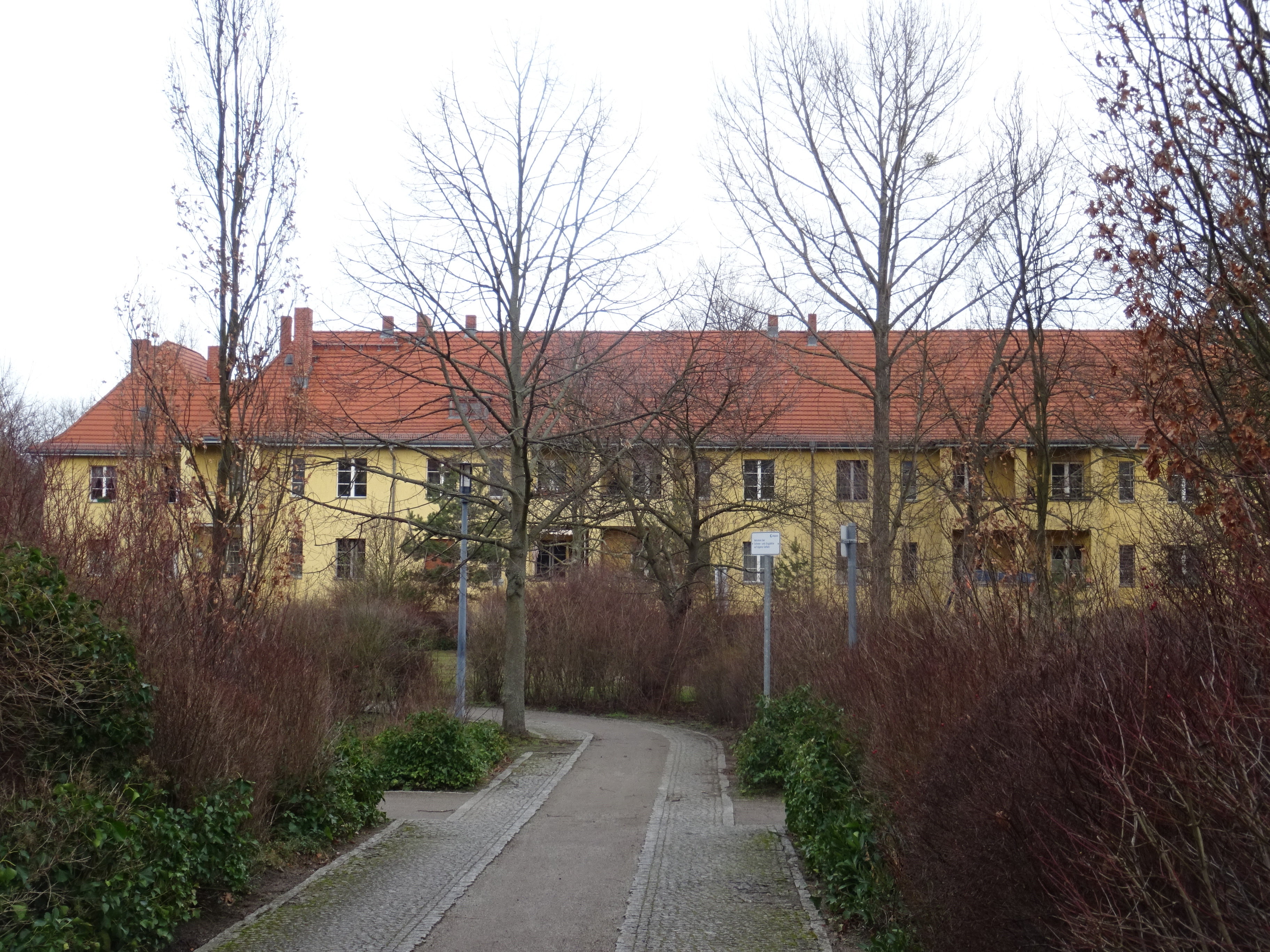
Hofanlage, mit Blick auf die Häuser An der Wuhlheide

Die Siedlung besteht aus zwei- und dreigeschossigen Reihenhäusern. Im Unterschied zur benachbarten Siedlung Oberschöneweide entstanden Mehrfamilienhäuser in aufgelockerter Blockrandbauweise, wodurch bei geringeren Kosten mehr Wohnungen gebaut werden konnten.
An der Kreuzung Zeppelin-/Fontanestraße baute Jean Krämer rechtwinklig angeordnete dreigeschossige Wohnhäuser, die einen kleinen begrünten Platz an der Kreuzung freilassen. In der Außengestaltung der Fassaden nahm Krämer auf die von Ernst Spitzner entworfenen gegenüberliegenden Eckbauten der Siedlung Oberschöneweide Bezug. Die Gestaltung wird durch Risaliten, Loggien, Dachaufbauten und Klappläden aufgelockert. Die beiden Haupteingänge zum Platz sind expressionistisch gestaltet.
Die von Ernst Ziesel entworfenen Häuser des zweiten Bauabschnitts sind modern gestaltete kubische Bauten mit offenen Loggien und  Walmdächern. Die verputzten Fassaden sind durch vertikale Klinkerbänder gegliedert, die teilweise Veranden aufnehmen. In der Straße An der Wuhlheide errichtete Ziesel zweigeschossige Reihenhäuser. Wie Krämer an der Ecke zur Fontanestraße entwarf auch Ziesel an der Ecke Zeppelin/Triniusstraße einen dreigeschossigen Platz.
Die ausgedehnte Fläche in der Mitte des Blocks wurde nicht bebaut. Anders als in der benachbarten Siedlung Oberschöneweide entstanden keine individuellen Gärten, sondern eine allen Bewohnern zugängliche Grünfläche.